# Ferry Cassinel
Ferry Cassinel († 26. Mai 1390) war u. a. Erzbischof von Reims.
Er war der Sohn von François Cassinel, einem Sergeanten in der königlichen Armee, und Urenkel von Bettino Cassinelli. Er schloss seine Ausbildung als Maître de théologie ab. Seine beruflichen Stationen waren: Archidiakon in Amiens, 1375 Bischof von Lodève, 1382 Bischof von Auxerre und 1390 Erzbischof von Reims.
Ferry Cassinel tauschte beim König die Herrschaft Marcoussis ein, die er über seine Schwester Biette Cassinel an seinen Neffen Jean de Montaigu, den Marmouset des Königs Karl VI. weitergab.    
| Vorgänger             | Amt                            | Nachfolger        |
| --------------------- | ------------------------------ | ----------------- |
| Jean II. Gastel       | Bischof von Lodève 1374–1382   | Pierre V. Girard  |
| Guillaume d’Èteuville | Bischof von Auxerre 1382–1390  | Michel de Cresney |
| Richard Picque        | Erzbischof von Reims 1389–1390 | Guy de Roye       |

| Personendaten    | Personendaten        |
| ---------------- | -------------------- |
| NAME             | Cassinel, Ferry      |
| KURZBESCHREIBUNG | Erzbischof von Reims |
| GEBURTSDATUM     | 14. Jahrhundert      |
| STERBEDATUM      | 26. Mai 1390         |